# 空軍白兵戦章
空軍白兵戦章(くうぐんはくへいせんしょう、ドイツ語: Nahkampfspange der Luftwaffe)は、ナチス・ドイツの勲章。

## 概要
1944年11月3日、ヘルマン・ゲーリングによって制定された。主に空軍地上部隊に所属する者で、敵兵に対し手榴弾などの擲弾や近接格闘術を用いて優秀な白兵戦を展開した場合授与対象となった。
佩用する際は左胸ポケット上、通常リボンバーを佩用する位置につける。

## 等級
陸軍ですでに制定されていた白兵戦章と同様、空軍白兵戦章にも3等級設けられていた。
- 銅章：15日以上白兵戦を展開
- 銀章：30日以上白兵戦を展開
- 金章：50日以上白兵戦を展開